# William A. Bassett
William Akers Bassett (* 3. August 1931 in Brooklyn) ist ein US-amerikanischer Geophysiker, Mineraloge, Geochemiker und Geologe.
Bassett studierte am Amherst College (Bachelor 1954) und an der Columbia University mit dem Master-Abschluss 1956 sowie der Promotion in Geologie 1959 (über Schichtsilikate). 1958 bis 1962 war er als Geochemiker in der Kalium-Argon-Datierung am Brookhaven National Laboratory und 1959 bis 1962 forschte er an der Columbia University. 1960 wurde er Assistant Professor und später Professor für Geologie an der University of Rochester. Ab 1978 war er Professor für Geologie an der Cornell University. Er ist dort seit 2000 Professor Emeritus.
1967/68 war er Gastwissenschaftler an der Brigham Young University, 1974 Gastprofessor am MIT und 1985 als Guggenheim Fellow Gastprofessor an der Universität Paris.
Er befasst sich mit dem Verhalten von Mineralien unter extremen Bedingungen ähnlich dem Erdinnern. Dazu benutzt er Diamantstempelzellen und Erwärmung der Mineralien mit Neodym-YAG-Lasern. Zur Beobachtung der Vorgänge in den Mineralien in Echtzeit benutzt er die Synchrotronstrahlungsquelle CHESS (Cornell High Energy Synchrotron Source) in Cornell. In jüngster Zeit untersuchte er damit hydrothermale Systeme in der HDAC (Hydrothermal Diamond Anvil Cell).
Außerdem forschte er über Struktur und Chemie von Schichtsilikaten, radioaktive Datierung von vulkanischen Gesteinen und präkambrischen Gesteinen und über hydrothermale Systeme.
1994 erhielt er die Roebling Medal und 1997 den Bridgman Award. Er ist Mitglied der American Association for the Advancement of Science, der American Geophysical Union, der Geological Society of America, der Mineralogical Society of America und der Geochemical Society.
Er ist seit 1962 verheiratet und hat drei Kinder.